# Hans Schönrath
Hans Schönrath (* 8. November 1902 in Gronau, Provinz Westfalen; † 10. Februar 1945 in der Ostsee nahe Stolpmünde) war ein deutscher Boxer.

## Leben
Hans Schönrath, der für den Box Sport Club Krefeld 1920 boxte, wurde 1925 und 1928 Deutscher Meister im Schwergewicht und gewann bei den Europameisterschaften 1927 die Silbermedaille in derselben Gewichtsklasse. Bei den Olympischen Sommerspielen 1928 in Amsterdam unterlag er in seinem Erstrundenkampf während des Schwergewichtsturniers dem Schweden Nils Ramm. Anschließend begann Schönrath eine Karriere als Profi und bestritt bis 1939 insgesamt 88 Profikämpfe.
1935 spielte Schönrath im Film Knock out die Rolle des britischen Boxers Hawkins.
Als am 10. Februar 1945 die Steuben von zwei Torpedos des sowjetischen U-Bootes S-13 getroffen wurde, sank das Schiff in der Ostsee. Hans Schönrath, der sich an Bord befand, fand dabei den Tod.
Schönraths Bruder Jakob war ebenfalls Profiboxer.